# Gerhard Kitzbichler
Gerhard Kitzbichler (* 24. April 1973 in Kufstein) ist ein ehemaliger österreichischer Biathlet.
Gerhard Kitzbichler gehörte drei Saisonen lang dem österreichischen Weltcup-Kader an. Sein erstes Rennen bestritt er 1995 in Lillehammer, wo er 74. eines Einzels wurde. Zum Auftakt der Saison 1995/96 erreichte er in Östersund mit einem 31. Rang im Einzel sein bestes Weltcup-Resultat. Seine letzten Weltcuprennen bestritt er gegen Ende der Saison 1996/97 in Antholz.
Erfolgreicher war Kitzbichler auf nationaler Ebene. Bei den Österreichischen Meisterschaften gewann er 1994 mit Reinhard Neuner und Josef Obererlacher die Bronzemedaille im Staffelrennen, 1995 vor Alfred Eder und Bruno Hofstätter im Einzel seinen ersten Titel. 1996 gewann er mit Ludwig Gredler und Reinhard Neuner, 1998 mit Gredler und Hannes Obererlacher die Titel im Staffelrennen. Im Jahr dazwischen war Kitzbichler mit Hans Achorner und Martin Pfurtscheller Vizemeister.

## Biathlon-Weltcup-Platzierungen
Die Tabelle zeigt alle Platzierungen (je nach Austragungsjahr einschließlich Olympische Spiele und Weltmeisterschaften).
- 1.–3. Platz: Anzahl der Podiumsplatzierungen
- Top 10: Anzahl der Platzierungen unter den ersten zehn (einschließlich Podium)
- Punkteränge: Anzahl der Platzierungen innerhalb der Punkteränge (einschließlich Podium und Top 10)
- Starts: Anzahl gelaufener Rennen in der jeweiligen Disziplin

| Platzierung              | Einzel | Sprint | Verfolgung | Massenstart | Team | Staffel | Gesamt |
| ------------------------ | ------ | ------ | ---------- | ----------- | ---- | ------- | ------ |
| 1. Platz                 |        |        |            |             |      |         |        |
| 2. Platz                 |        |        |            |             |      |         |        |
| 3. Platz                 |        |        |            |             |      |         |        |
| Top 10                   |        |        |            |             |      |         |        |
| Punkteränge              |        |        |            |             |      |         |        |
| Starts                   | 8      | 8      |            |             |      |         | 16     |
| Stand: nach Karriereende |        |        |            |             |      |         |        |